# Ludwig Maurer OHG
Ludwig Maurer OHG, vorher Automobil-Fabrik Johanna Maurer, Automobilfabrik Ludwig Maurer und Ludwig Maurer, Kraftfahrzeuge OHG, war ein deutscher Hersteller von Kraftfahrzeugen.

## Unternehmensgeschichte
Ludwig Maurer (1973–1936) war 1908 bei Maurer-Union ausgeschieden. Es gab eine Klausel, dass er fünf Jahre lang nicht selbstständig in der Fahrzeugbranche aktiv werden dürfe. Am 18. April 1908 wurde in Nürnberg die Automobil-Fabrik Johanna Maurer auf den Namen seiner Frau gegründet. Unternehmenszweck waren Reparatur, Produktion und Vertrieb von Fahrzeugen und Motoren. Zwischen 1908 und 1909 entstanden Personenkraftwagen und leichte Nutzfahrzeuge, die als Maurer angeboten wurden. Daneben wurden Motorschlitten und Pflüge hergestellt. Außerdem wurden Fahrzeuge von FN, Peugeot und Renault vertrieben. 1914 wurde der Betrieb kriegsbedingt stillgelegt.
Nach Kriegsende ging es weiter. Am 30. Juni 1919 erfolgte die Umfirmierung in Automobilfabrik Ludwig Maurer. Im selben Jahr begannen Versuche mit Hilfsmotoren für Fahrräder. Zwischen 1922 und 1926 wurden Motorräder der Marke Maurer hergestellt. 1923 wurde erneut ein Kleinwagen entwickelt, der im Herbst 1923 auf der Internationalen Automobil-Ausstellung in Berlin präsentiert und bis 1924 hergestellt wurde. In den 1930er Jahren kamen die Vertretungen für Opel-Fahrzeuge und 1935 für Lastkraftwagen von Magirus dazu.
Ludwig Maurer starb 1936. Seine fünf Söhne führten das Unternehmen weiter. Am 1. Januar 1937 erfolgte die Umfirmierung in Ludwig Maurer, Kraftfahrzeuge OHG. Der Zweite Weltkrieg sorgte erneut für eine Unterbrechung. Die Anlagen und Einrichtungen wurden während oder nach dem Krieg zerstört. Zwei Söhne starben im Krieg.
Die verbliebenen Söhne Leonhard, Eduard und Hans führten das Unternehmen weiter. Als Firmierung ist nun Ludwig Maurer OHG überliefert. Sie hatten die Generalvertretung für Lkw und Omnibusse von Magirus-Deutz. Im August 1971 wurde das Unternehmen aufgelöst.

## Fahrzeuge
Die Pkw von 1908 bis 1909 waren kleine Fahrzeuge. Sie hatten Zweizylindermotoren und Friktionsgetriebe.
Der Kleinwagen 2/6 PS von 1923 bis 1924 hatte einen Zweizylinder-Zweitaktmotor mit 2 Steuer-PS und 6 PS Motorleistung sowie Kettenantrieb. Mit 450 cm³ Hubraum und 260 kg Leergewicht erfüllte er die Kriterien für Cyclecars.
Die Fahrrad-Hilfsmotoren waren Zweitaktmotoren mit Drehschieber und 1,5 PS Leistung. Ein Motorradtyp hatte einen Einzylindermotor mit 247 cm³ Hubraum, ein anderer einen Zweizylinder-Boxermotor mit 494 cm³ Hubraum. Beides waren Zweitaktmotoren mit Wasserkühlung.